# جیم مک‌لین بزرگ
جیم مک‌لین بزرگ (انگلیسی: Big Jim McLain) فیلمی در ژانر تریلر سیاسی، جاسوسی و تبلیغاتی سیاسی به کارگردانی ادوارد لودویگ است که در سال ۱۹۵۲ منتشر شد.

## خلاصه فیلم
کمیته فعالیت‌های آمریکا در سازمان ملل در مورد تلاش "جیم مک‌لین" و "مل بکستر" در نابود کردن یک حلقه حزب کمونیست در هاوایی تحقیق می‌کند...